# Bicellaria japonica
Bicellaria japonica är en tvåvingeart som beskrevs av Kato 1971. Bicellaria japonica ingår i släktet Bicellaria och familjen puckeldansflugor. Inga underarter finns listade i Catalogue of Life.